# Gouvernement Salmond I
Écosse
McConnell II Salmond II
Le gouvernement Salmond I (en anglais : First Salmond government) est le gouvernement de l'Écosse autonome entre le 17 mai 2007 et le 19 mai 2011, sous la 3e législature du Parlement.

## Majorité et historique
Ce gouvernement est dirigé par le nouveau Premier ministre social-démocrate indépendantiste Alex Salmond. Il est constitué et soutenu uniquement par le Parti national écossais (SNP). Il dispose de 47 députés sur 129, soit 36,4 % des sièges du Parlement.
Il est formé à la suite des élections parlementaires du 3 mai 2007.
Il succède donc au second gouvernement de Jack McConnell, constitué et soutenu par une coalition entre le Parti travailliste écossais (SLP) et les Libéraux-démocrates écossais (SLD).
C'est la première fois depuis l'accession de l'Écosse à l'autonomie qu'un seul parti siège au gouvernement, et que l'Écosse est dotée d'un gouvernement minoritaire.

### Investiture et succession
Alex Salmond est élu Premier ministre le 16 mai 2007 par 49 voix sur 129, contre 46 à Jack McConnell. Le Parti national bénéficie du soutien du Parti vert écossais (SGP), tandis que les Libéraux-démocrates et le Parti conservateur écossais font le choix de l'abstention.
À l'occasion des élections parlementaires du 5 mai 2011, le SNP remporte la majorité absolue des sièges. Deux semaines plus tard, Alex Salmond est réélu pour un second et dernier mandat, et forme son nouveau cabinet.

## Composition
| Portefeuille                                                | Titulaire | Titulaire                                          | Parti |
| ----------------------------------------------------------- | --------- | -------------------------------------------------- | ----- |
| Premier ministre                                            |           | Alex Salmond                                       | SNP   |
| Vice-Première ministre Ministre de la Santé et du Bien-être |           | Nicola Sturgeon                                    | SNP   |
| Ministre des Finances et de la Croissance durable           |           | John Swinney                                       | SNP   |
| Ministre de l'Éducation et de la Formation continue         |           | Fiona Hyslop (jusqu'au 01/12/2009) Michael Russell | SNP   |
| Ministre de la Justice                                      |           | Kenny MacAskill                                    | SNP   |
| Ministre des Affaires rurales et de l'Environnement         |           | Richard Lochhead                                   | SNP   |